# 강문권
강문권(姜文券, 1988년 4월 24일 ~ )은 대한민국의 필드하키 선수이며 포지션은 최전방 공격수이다. 경상남도 김해시 출신이다.

## 학력
- 김해삼성초등학교 졸업
- 김해서중학교 졸업
- 김해고등학교 졸업
- 한국체육대학교 졸업

## 경력
- 2008년 하계 올림픽 남자 하키 국가대표
- 2012년 하계 올림픽 남자 하키 국가대표
- 2014년 아시안 게임 남자 하키 국가대표

## 수상
- 2014년 아시안 게임 남자 하키 동메달

## 가족
- 형 강문규: 필드하키 선수. 강문권의 쌍둥이 형으로 2분 먼저 태어났다.